# NHK Trophy de 2004
NHK Trophy de 2004 foi a vigésima quinta edição do NHK Trophy, um evento anual de patinação artística no gelo organizado pela Federação Japonesa de Patinação (em japonês:  日本スケート連盟), e que fez parte do Grand Prix de 2004–05. A competição foi disputada entre os dias 4 de novembro e 7 de novembro, na cidade de Nagoya, Japão.

## Eventos
- Individual masculino
- Individual feminino
- Duplas
- Dança no gelo

## Medalhistas
| Evento                        | Ouro                                       | Prata                                     | Bronze                                           |
| Individual masculino detalhes | Johnny Weir · Estados Unidos               | Timothy Goebel · Estados Unidos           | Frédéric Dambier · França                        |
| Individual feminino detalhes  | Shizuka Arakawa · Japão                    | Miki Ando · Japão                         | Elena Sokolova · Rússia                          |
| Duplas detalhes               | Maria Petrova · Alexei Tikhonov · Rússia   | Pang Qing · Tong Jian · China             | Dorota Zagorska · Mariusz Siudek · Polônia       |
| Dança no gelo detalhes        | Albena Denkova · Maxim Staviski · Bulgária | Tatiana Navka · Roman Kostomarov · Rússia | Isabelle Delobel · Olivier Schoenfelder · França |

## Resultados

### Individual masculino
| Pos.              | Nome               | Nacionalidade  | Pontos | PC         | PL          |
| ----------------- | ------------------ | -------------- | ------ | ---------- | ----------- |
| Medalha de ouro   | Johnny Weir        | Estados Unidos | 220.25 | 74.05 (1)  | 146.20 (1)  |
| Medalha de prata  | Timothy Goebel     | Estados Unidos | 208.28 | 72.20 (2)  | 136.08 (2)  |
| Medalha de bronze | Frédéric Dambier   | França         | 197.37 | 66.85 (4)  | 130.52 (4)  |
| 4                 | Michael Weiss      | Estados Unidos | 193.00 | 70.06 (3)  | 122.94 (6)  |
| 5                 | Li Chengjiang      | China          | 192.04 | 59.56 (8)  | 132.48 (3)  |
| 6                 | Nicholas Young     | Canadá         | 183.64 | 59.74 (7)  | 123.90 (5)  |
| 7                 | Takeshi Honda      | Japão          | 182.84 | 64.10 (5)  | 118.74 (8)  |
| 8                 | Kensuke Nakaniwa   | Japão          | 181.27 | 61.01 (6)  | 120.26 (7)  |
| 9                 | Shawn Sawyer       | Canadá         | 167.99 | 57.99 (9)  | 110.00 (9)  |
| 10                | Alban Préaubert    | França         | 153.94 | 53.82 (11) | 100.12 (10) |
| 11                | Alexander Shubin   | Rússia         | 151.92 | 56.60 (10) | 95.32 (11)  |
| 12                | Hirokazu Kobayashi | Japão          | 135.19 | 47.05 (12) | 88.14 (12)  |

### Individual feminino
| Pos.              | Nome               | Nacionalidade  | Pontos | PC         | PL         |
| ----------------- | ------------------ | -------------- | ------ | ---------- | ---------- |
| Medalha de ouro   | Shizuka Arakawa    | Japão          | 179.06 | 64.20 (1)  | 114.86 (2) |
| Medalha de prata  | Miki Ando          | Japão          | 170.36 | 50.90 (3)  | 119.46 (1) |
| Medalha de bronze | Elena Sokolova     | Rússia         | 148.76 | 52.98 (2)  | 95.78 (4)  |
| 4                 | Yoshie Onda        | Japão          | 146.68 | 46.46 (6)  | 100.22 (3) |
| 5                 | Viktoria Volchkova | Rússia         | 141.72 | 48.12 (5)  | 93.60 (5)  |
| 6                 | Elena Liashenko    | Ucrânia        | 138.32 | 48.94 (4)  | 89.38 (6)  |
| 7                 | Miriam Manzano     | Austrália      | 128.42 | 43.68 (8)  | 84.74 (7)  |
| 8                 | Amber Corwin       | Estados Unidos | 127.24 | 42.58 (9)  | 84.66 (8)  |
| 9                 | Alisa Drei         | Finlândia      | 126.60 | 44.30 (7)  | 82.30 (9)  |
| 10                | Idora Hegel        | Croácia        | 111.22 | 39.74 (10) | 71.48 (10) |
| 11                | Valentina Marchei  | Itália         | 95.18  | 30.54 (11) | 64.64 (11) |

### Duplas
| Pos.              | Nome                                     | Nacionalidade  | Pontos | PC        | PL         |
| ----------------- | ---------------------------------------- | -------------- | ------ | --------- | ---------- |
| Medalha de ouro   | Maria Petrova / Alexei Tikhonov          | Rússia         | 187.56 | 66.44 (1) | 121.12 (1) |
| Medalha de prata  | Pang Qing / Tong Jian                    | China          | 179.62 | 64.82 (2) | 114.80 (3) |
| Medalha de bronze | Dorota Zagorska / Mariusz Siudek         | Polônia        | 177.24 | 61.84 (3) | 115.40 (2) |
| 4                 | Rena Inoue / John Baldwin, Jr.           | Estados Unidos | 155.20 | 53.86 (4) | 101.34 (4) |
| 6                 | Natalia Shestakova / Pavel Lebedev       | Rússia         | 127.90 | 51.18 (5) | 76.72 (7)  |
| 5                 | Utako Wakamatsu / Jean-Sébastien Fecteau | Canadá         | 138.04 | 46.58 (6) | 91.46 (5)  |
| 7                 | Julia Beloglazova / Andrei Bekh          | Ucrânia        | 124.60 | 42.06 (7) | 82.54 (6)  |
| 8                 | Eva-Maria Fitze / Rico Rex               | Alemanha       | 115.42 | 41.66 (8) | 73.76 (8)  |
| 9                 | Marina Aganina / Artem Knyazev           | Uzbequistão    | 111.46 | 40.70 (9) | 70.76 (9)  |

### Dança no gelo
| Pos.              | Nome                                    | Nacionalidade  | Pontos | DC         | DO         | DL         |
| ----------------- | --------------------------------------- | -------------- | ------ | ---------- | ---------- | ---------- |
| Medalha de ouro   | Albena Denkova / Maxim Staviski         | Bulgária       | 204.62 | 39.80 (2)  | 60.56 (1)  | 104.26 (1) |
| Medalha de prata  | Tatiana Navka / Roman Kostomarov        | Rússia         | 201.14 | 41.47 (1)  | 58.13 (3)  | 101.54 (2) |
| Medalha de bronze | Isabelle Delobel / Olivier Schoenfelder | França         | 197.53 | 38.50 (3)  | 58.55 (2)  | 100.48 (3) |
| 4                 | Melissa Gregory / Denis Petukhov        | Estados Unidos | 177.54 | 34.69 (4)  | 54.86 (4)  | 87.99 (4)  |
| 5                 | Svetlana Kulikova / Vitali Novikov      | Rússia         | 159.83 | 30.61 (5)  | 48.13 (5)  | 81.09 (6)  |
| 6                 | Natalia Gudina / Alexei Beletski        | Israel         | 156.42 | 28.28 (7)  | 43.63 (7)  | 84.51 (5)  |
| 7                 | Julia Golovina / Oleg Voiko             | Ucrânia        | 147.15 | 26.63 (8)  | 44.48 (6)  | 76.04 (7)  |
| 8                 | Nozomi Watanabe / Akiyuki Kido          | Japão          | 144.73 | 28.33 (6)  | 43.36 (8)  | 73.04 (8)  |
| 9                 | Nakako Tsuzuki / Kenji Miyamoto         | Japão          | 121.82 | 25.90 (10) | 36.68 (9)  | 59.24 (9)  |
| 10                | Yang Fang / Gao Chongbo                 | China          | 118.78 | 26.00 (9)  | 34.32 (10) | 58.46 (10) |
| 11                | Olga Akimova / Alexander Shakalov       | Uzbequistão    | 114.30 | 24.08 (11) | 33.11 (11) | 57.11 (11) |
| WD                | Christina Beier / William Beier         | Alemanha       | —      | — (WD)     |            |            |

## Quadro de medalhas
| Ordem | País           | Medalha de ouro | Medalha de prata | Medalha de bronze |    | Ordem por total |
| ----- | -------------- | --------------- | ---------------- | ----------------- | -- | --------------- |
| 1     | Rússia         | 1               | 1                | 1                 | 3  | 1               |
| 2     | Estados Unidos | 1               | 1                |                   | 2  | 2               |
| 2     | Japão          | 1               | 1                |                   | 2  | 2               |
| 4     | Bulgária       | 1               |                  |                   | 1  | 5               |
| 5     | China          |                 | 1                |                   | 1  | 5               |
| 6     | França         |                 |                  | 2                 | 2  | 2               |
| 7     | Polônia        |                 |                  | 1                 | 1  | 5               |
| TOTAL | TOTAL          | 4               | 4                | 4                 | 12 | —               |